# Don-Kozakkenkoor Serge Jaroff
Het Don-Kozakkenkoor Serge Jaroff (Russisch: Хор донских казаков Сергея Жарова) is een van de bekendste Russische kozakkenkoren ter wereld. Het stond vanaf de oprichting in 1921 bijna zestig jaar onder leiding van de oprichter Serge Jaroff. 

## Oprichting
Na gevlucht te zijn voor het Rode Leger, eindigden de Kozakken in een vluchtelingenkamp in Çilingir bij Constantinopel. Het was daar dat in 1921 Serge Jaroff zijn Don-Kozakkenkoor oprichtte.
Aanvankelijk begeleidde het koor alleen de eigen kerkdiensten. Later werden er ook concerten gegeven. Vervolgens vertrok het koor naar het Griekse eiland Lemnos. De openluchtconcerten daar waren bijzonder populair bij met name de Britten. Daarna werden de Kozakken verscheept naar de Bulgaarse stad Boergas, waar het koor aan de kerk verbonden raakte. Omdat die kerk te arm was om het koor te betalen, verrichtten de Kozakken diverse andere werkzaamheden, onder andere in een fabriek waar lucifers werden gemaakt.

## Sofia, Bulgarije
Uiteindelijk werden de tenten verruild voor barakken in Sofia, beschikbaar gesteld door het ministerie van Defensie. Per gegeven concert werd er $ 2,- verdiend, in die tijd ongeveer vier euro, maar het debuut in de Alexander Nevski-kathedraal van Sofia op 23 juni 1923 was goed voor het moreel.
Dit kleine succes werd gevolgd door een aanbieding van een fabrieksdirecteur in Montargis. De vrouw van de directeur was Russische en het echtpaar had ook al een orkest geadopteerd. Door de week werd er dan gewerkt en in het weekend vonden er concerten plaats. Door geldgebrek strandden de Don-Kozakken echter in Wenen. Hulp kwam van de Volkerenbond, die geïnteresseerd was in het koor en een auditie regelde bij de directeur van een concertbureau in Wenen.
Het besluit was snel genomen; in de Weense Hofburg werd het eerste concert georganiseerd op 4 juli 1923. Dit concert was een enorm succes en de directeur voorspelde, dat er nog veel concerten zouden volgen. Uiteindelijk werden er meer dan 10.000 concerten door Jaroff gedirigeerd: een nooit herhaalde prestatie in de wereld van de koormuziek.
In 1930 maakten ze de oversteek naar Amerika waar ze tijdens een gezamenlijke ceremonie in 1936
Amerikaans staatsburger werden.

## Tweede Wereldoorlog
Na de Tweede Wereldoorlog vond het koor een nieuw thuis in de Verenigde Staten.
De bekende impresario Sal Hurok trad op als manager. Daarna kwam die taak in Duitsland in handen van Clara Ebner, in 1953 opgevolgd door Konzertdirektion Collien uit Hamburg. Vervolgens nam Otto Hofner het koor in 1960 onder zijn hoede. Hij werd een zeer goede vriend van Serge Jaroff.
Na een laatste serie concerten in Amerika droeg Serge Jaroff op 20 maart 1981 de rechten van zijn koor over aan Otto Hofner en gaf hij uiteindelijk toestemming voor een tournee onder leiding van George Markitisch. Op dat moment wilde Hofner echter niet meer.

## Michael Minsky
In 1985 zocht Otto Hofner contact met Michael Minsky, langjarig solist van Jaroff. Minsky stond al sinds 1948 in contact met Jaroff en het koor.
Minsky had een wereldreputatie als baritonsolist en koordirigent. Hij was lang genoeg bij Jaroff actief geweest om het koor in dezelfde traditie voort te kunnen zetten. Conform Jaroffs wens organiseerde Otto Hofner in 1986 een tournee met Nicolai Gedda als gastsolist. De tournee was een succes, maar omdat Nicolai Gedda niet iedere dag meer wilde optreden en Michael Minsky ziek werd, gooide Otto Hofner de handdoek in de ring.

## Wanja Hlibka
Daarna pakte de jongste solist van Serge Jaroff, Wanja Hlibka samen met George Tymchenko de draad weer op. In 2001 kregen ze de rechten van het koor van Otto Hofner.
Tot op heden worden er concerten gegeven op alle grote podia ter wereld.

## Dirigeerstijl
Serge Jaroff viel op door zijn wijze van dirigeren, zoals ook enkele van zijn Russische tijdgenoten. Hij was klein van stuk, maar bovendien stond hij bijna zonder zich te bewegen voor het koor. Hij dirigeerde door alleen zijn hoofd, ogen en vingers te bewegen. Werd er op het podium een kozakkendans uitgevoerd, dan dirigeerde Jaroff alleen de eerste maten, waarna hij het koor verder aan zichzelf overliet.

## Muziekuitgaven
- Dvd-film Don Cossack Choir Serge Jaroff, brilliantclassics nr. 8892, 2007
- Dvd-film Don Cossack Choir Serge Jaroff, SLAVA! nr. 2013, 2012